# Zamboanga Peninsula
Zamboanga Peninsula (ook wel Regio IX) is een van de 17 regio's van de Filipijnen. Het regionale centrum is Pagadian. Volgens de laatste officiële telling uit 2000 had de regio een inwonertal van 2.831.412 mensen verdeeld over een oppervlakte van 14.810,7 km².

## Geografie

### Bestuurlijke indeling
Zamboanga Peninsula is onderverdeeld in drie provincies, de onafhankelijke stad Zamboanga City en de tot de provincie Basilan behorende stad Isabela City.

#### Provincies
- Zamboanga del Norte
- Zamboanga del Sur
- Zamboanga Sibugay

Deze provincies zijn weer onderverdeeld in 4 steden en 67 gemeenten.

#### Steden
- Isabela City
- Zamboanga City